# Мамбила (народ)
Народ  мамбила (или мамбилла) проживает на плато Мамбилла, в районе местного самоуправления Сардауна штата Тараба в юго-восточной части Нигерии. Часть народности Мамбила  мигрировала с плато Мамбилла  на равнину Ндом (также известную, как северная равнина Тикар) на камерунской стороне вблизи государственной границы, а также в несколько деревень на равнине Гашека расположенной на севере.
На сегодняшний день употребляется различное произношение народности: мамбила в Камеруне и мамбилла в Нигерии.

## Идентификация
Народность мамбила в Нигерии и мамбилла в Камеруне считает себя группой с общей идентичностью. Это обитатели региона Мамбилла, проживающие на своей родине более 5000 лет. Население разных деревень  говорит на диалектах мамбиллы или близкородственных мамбиллоидных языках. Около 0,2% от населения Камеруна.
Также выделяют набор тесно связанных культурных обычаев и обрядов.
Язык мамбила представляет собой совокупность диалектов и родственных языков.
Диалект Тунгбо является распространенным и широко понимаемым диалектом  в Нигерии, также является литературным языком для  большинства жителей плато Мамбилла.

## Расположение
Большинство представителей народности проживает на плато Мамбилла. 

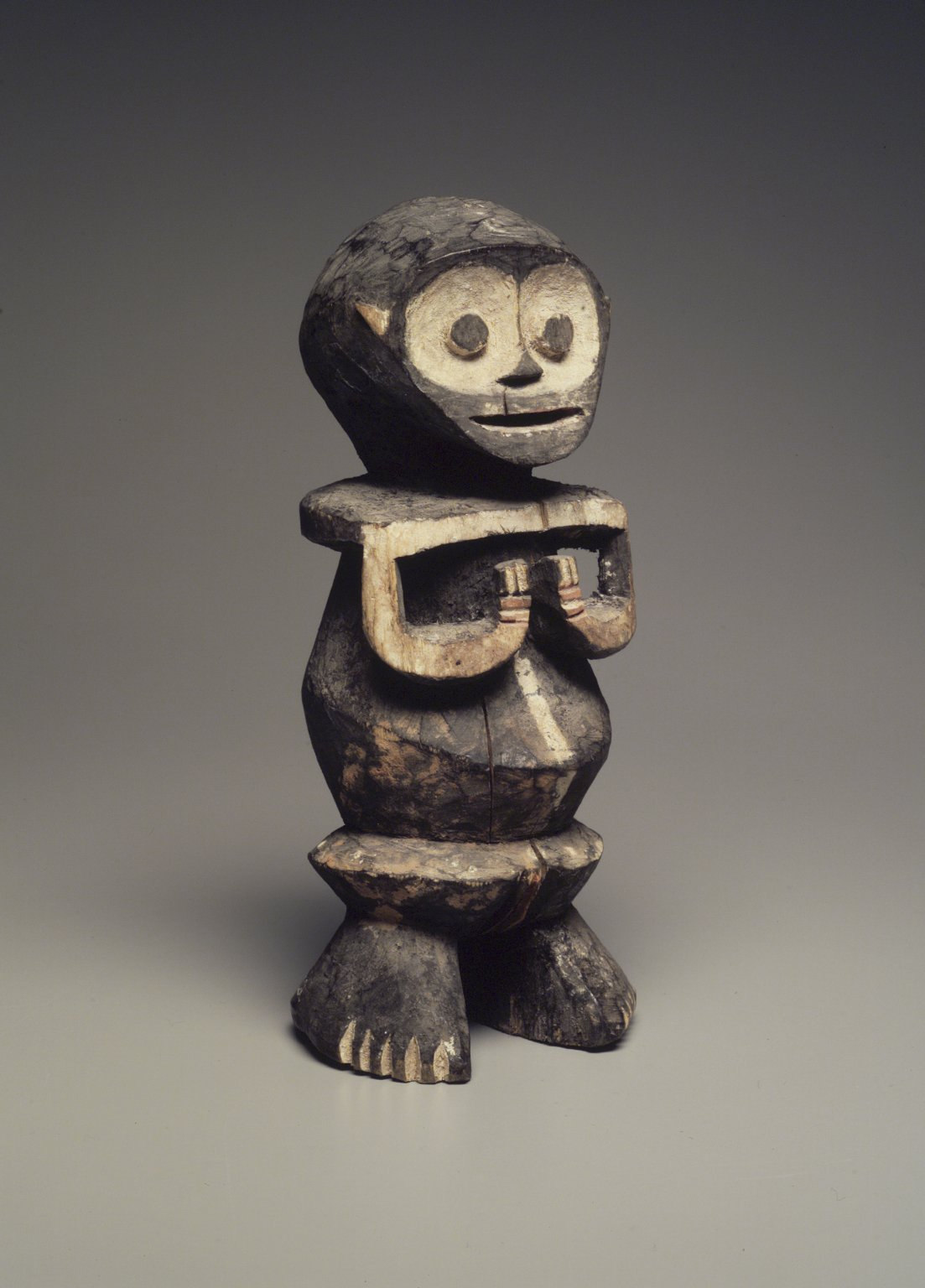
Мужская фигурка хранителя Тадепа, Бруклинский музей

Высокогорное плато, которое расчленено многими реками (основная река Донга). Плато имеет сложную географию и характеризуется чередованием плоскогорий и равнин. Пик Ганг, расположенный в северо-восточной части плато Мамбилла, в пограничной зоне Мамбилла - Гашека - Камерун, является самой высокой точкой рельефа Нигерии.
Деревни располагаются как на вершинах холмов, так и на дне долин и территориально изолированы друг от друга. В сезон дождей переходы через реки затруднены (и невозможны для автотранспорта).
Сельское хозяйство сосредоточено в низинах долин, высокогорья широко используются для выпаса скота.
Часть представителей народности мамбила проживает на окраине равнины Ндом (северный Тикар) в Камеруне у подножия  плато Мамбилла. Атта, Сонгколон и Соье - основные деревни в Камеруне, где представлено население народности мамбила.

## Искусство
Искусство народности мамбила представлено скульптурами из глины, пробки и дерева .
Скульптуры с лицами в форме сердца символизируют самые ранние художественные начинания, а современные маски демонстрируют стилизацию птиц, зверей и людей.
Инструменты для создания скульптур (стамески, изогнутые ножи, прямые ножи) делаются скульптором самостоятельно. Использование  самодельных инструментов приводит к тому, что при изготовлении скульптур не получается абсолютно гладкой поверхности. Но этот факт придает скульптурам уникальность.
Большинство фигур Мамбила были вывезены торговцами произведениями искусства в 1960-х и 1970-х годах. В связи с этим на территории проживании народности осталось очень мало фигурок и скульптур, подлежащих исследованию.
Основными задокументированными фигурами культуры мамбила являются фигуры Тадеп и Кике.

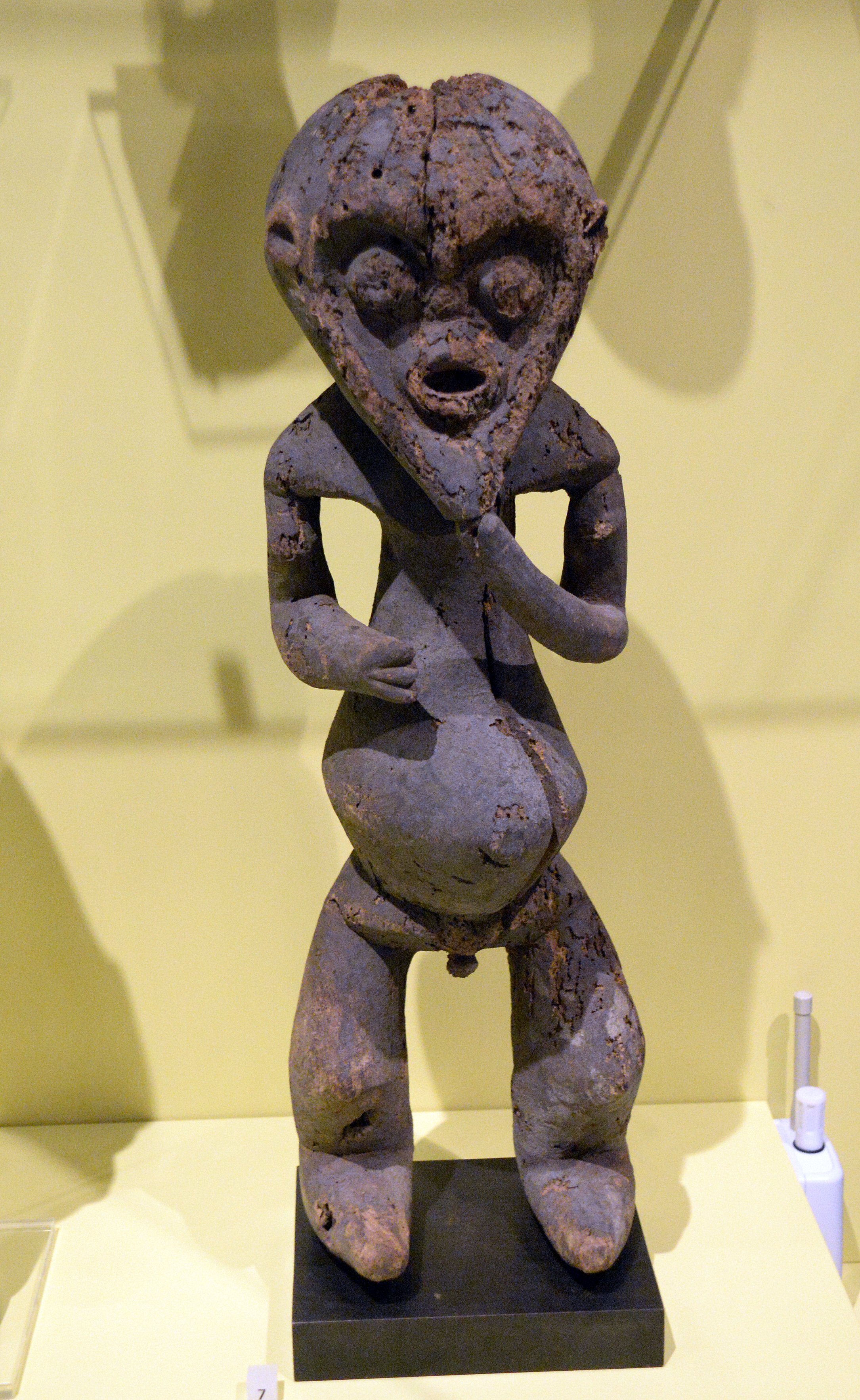
Мужская фигура Тадеп, народ мамбила, Камерун, начало XIX века н.э. Фигуры Национальный музей Шотландии, Эдинбург

Скульптура Тадеп изображает мужские и женские пары, вырезанные из пробкового дерева, но могут изображать единичные фигуры, определённого пола. У мужской фигуры было небольшое отверстие в животе в качестве вместилища для частиц пищи, а у женской фигуры было заблокировано отверстие в животе.
Кике - это фигурки, вырезанные из сердцевины пальмы Рафия и более крупные по размеру.
Данные скульптуры использовались для защиты и в обрядах посвящения.
Пробковые фигуры должны были действовать как воплощения  духов предков. Духи предков охраняли семейные сокровища, находящиеся в святилищах.
Народность мамбила празднуют национальные фестивали: Бол (Ноябрь), Литерр (Февраль), Тошин (Январь - Февраль), Мба Суу (Июнь - Июль), Тиррим (Сентябрь) и Катии (Декабрь).
Мужчины путешествуют из деревни в деревню на праздники, которые включают танцы, спортивные мероприятия. Благодаря фестивалям завязывают дружеские отношения, способствующие развитию меж деревенских отношений.

## Климат
Плато Мамбилла, самая высокая точка Западной Африки, является самым холодным районом Нигерии. Климат  умеренный в течение всего года. Сухой сезон длится с конца ноября до начала марта, пик дождей (обильных и регулярных) приходится на август. В период с декабря по февраль редко бывают ливни и отдельные проливные дожди. Дневная температура не превышает 25 °C (77,0 °F) что делает его самым холодным плато в Нигерии.